# 小行星8636
小行星8636（英語：8636 Malvina）是一颗围绕太阳公转的小行星。1985年10月17日，CERGA在科索尔发现了此天体。
这颗小行星的绝对星等为292.51579等。